# Thailand Open
Il Thailand Open è stato un torneo di tennis maschile che si disputava annualmente dal 2003 al 2013 sui campi indoor in cemento della Impact Arena di Bangkok, Thailandia, solitamente nella terza settimana di settembre. Faceva parte delle ATP International Series dal 2003 al 2008 e delle ATP World Tour 250 series dal 2009 all'ultima edizione disputata nel 2013.
Roger Federer è l'unico tennista ad aver conquistato il torneo due volte (2004 e 2005), mentre la coppia formata da Andy Ram e Jonathan Erlich è l'unica ad aver vinto più di una volta il torneo di doppio (2003 e 2006). Nel 2007 Sonchat Ratiwatana e Sanchai Ratiwatana sono stati i primi thailandesi vincitori del torneo grazie alla vittoria in finale contro i campioni di Wimbledon Michaël Llodra e Nicolas Mahut.

## Albo d'oro

### Singolare
| Anno | Vincitore              | Finalista           | Punteggio     |
| ---- | ---------------------- | ------------------- | ------------- |
| 2003 | Taylor Dent            | Juan Carlos Ferrero | 6–3, 7–6(5)   |
| 2004 | Roger Federer (1)      | Andy Roddick        | 6–4, 6–0      |
| 2005 | Roger Federer (2)      | Andy Murray         | 6–3, 7–5      |
| 2006 | James Blake            | Ivan Ljubičić       | 6–3, 6–1      |
| 2007 | Dmitrij Tursunov       | Benjamin Becker     | 6–2, 6–1      |
| 2008 | Jo-Wilfried Tsonga     | Novak Đoković       | 7–6(4), 6–4   |
| 2009 | Gilles Simon           | Viktor Troicki      | 7–5, 6–3      |
| 2010 | Guillermo García López | Jarkko Nieminen     | 6–4, 3–6, 6–4 |
| 2011 | Andy Murray            | Donald Young        | 6–2, 6–0      |
| 2012 | Richard Gasquet        | Gilles Simon        | 6–2, 6–1      |
| 2013 | Milos Raonic           | Tomáš Berdych       | 7–6(4), 6–3   |

### Doppio
| Anno | Vincitori                             | Finalisti                          | Punteggio        |
| ---- | ------------------------------------- | ---------------------------------- | ---------------- |
| 2003 | Jonathan Erlich (1) Andy Ram (1)      | Andrew Kratzmann Jarkko Nieminen   | 6–3, 7–6(4)      |
| 2004 | Justin Gimelstob Graydon Oliver       | Yves Allegro Roger Federer         | 5–7, 6–4, 6–4    |
| 2005 | Paul Hanley Leander Paes (1)          | Jonathan Erlich Andy Ram           | 6(5)–7, 6–1, 6–2 |
| 2006 | Jonathan Erlich (2) Andy Ram (2)      | Andy Murray Jamie Murray           | 6–2, 2–6, [10–4] |
| 2007 | Sonchat Ratiwatana Sanchai Ratiwatana | Michaël Llodra Nicolas Mahut       | 3–6, 7–5, [10–7] |
| 2008 | Lukáš Dlouhý Leander Paes (2)         | Scott Lipsky David Martin          | 6–4, 7–6(4)      |
| 2009 | Eric Butorac Rajeev Ram               | Guillermo García López Miša Zverev | 7–6(4), 6–3      |
| 2010 | Christopher Kas Viktor Troicki        | Jonathan Erlich Jürgen Melzer      | 6–4, 6–4         |
| 2011 | Oliver Marach Aisam-ul-Haq Qureshi    | Michael Kohlmann Alexander Waske   | 7–6(4), 7–6(5)   |
| 2012 | Lu Yen-hsun Danai Udomchoke           | Eric Butorac Paul Hanley           | 6–3, 6–4         |
| 2013 | Jamie Murray John Peers               | Tomasz Bednarek Johan Brunström    | 6–3, 3–6, [10–6] |